# سوغاتا ميترا
سوغاتا ميترا (بالإنجليزية: Sugata Mitra)‏؛ (12 فبراير 1952 -) هو بروفيسور هندي في تقنية التعليم في كلية التربية والاتصال وعلوم اللغة في جامعة نيوكاسل بأنجلترا. يُعرف بتجربته «ثقب في الجدار» ويُقتبس منه كثيرا في الأعمال حول محو الأمية والتعليم. ويعمل أيضا كبير العلماء المتميزين في شركة أن آي آي تي الهندية المتخصصة في التقنيات التربوية. وهو أيضا الفائئز بجائزة تيد 2013.
وُصف ميترا من قبل جامعة لندن بأنه علاّمة موسوعي، حيث أنه خبرته التي تمتد لثلاثين سنة تشمل عديد المجالات.